# Зеленогърба чапла
Зеленогърба чапла (Butorides virescens) е вид птица от семейство Чаплови (Ardeidae).

## Описание
Зеленогърбата чапла е сравнително малка птица с дължината на тялото около 44 см. Възрастните имат на главата лъскава, зеленикаво-черна шапка, зеленикав гръб и крила. Имат кестенява шия с бяла линия отпред и къси жълти крака
Възрастните женски са по-малки от мъжките и имат по-светло оперение, особено в размножителния сезон.